# Paragona cleorides
Paragona cleorides är en fjärilsart som beskrevs av Alfred Ernest Wileman 1911. Paragona cleorides ingår i släktet Paragona och familjen nattflyn. Inga underarter finns listade i Catalogue of Life.